# Vlatko Vuković Kosača
Vlatko Vuković Kosača  (srbsko: Влатко Вуковић Косача), † 1392, je bil srednjeveški bosanski plemič, ki je vladal v Bosni kot veliki vojvoda Huma. Bil je sin Vuka Kosače, člana srednjeveške bosanske plemiške družine Sankovićev. Družina je vladala pokrajini Hum, ki je bila del Bosanskega kraljestva. 
Bosna je med vladanjem kralja Tvrtka I. Kotromanića uživala obdobje miru in razcveta, dokler se na vzhodu niso pojavili Turki in začeli ogrožati sosednje Srbije. 27. avgusta 1388 je vojvoda Vlatko v bitki pri Bileći porazil osmansko vojsko, ki je napadla Hum in je štela kakšnih 18.000 vojakov. Spopad je odločila bosanska težka konjenica, ki je razbila osmanske čete in jih prisilila k umiku. Kasneje se je govorilo, da je "osmanskemu poveljniku Şâhin paši z manjšo skupino vojakov komaj uspelo pobegniti".
Leta 1389 se je na strani srbskega kneza Lazarja Hrebeljanovića udeležil bitke na Kosovskem polju. Bil je eden redkih krščanskih poveljnikov, ki so bitko preživeli. Na kosovsko bitko se danes gleda kot na popoln poraz in konec srbske neodvisnosti, takrat pa so nanjo gledali drugače. Vuković je poročal o zmagovitem koncu bitke, ker so Osmani pretpeli velike izgube in so bili prisiljeni k umiku.  
Vlatko Vuković je umrl leta 1392. Pokopan je pri vasi Boljuni v bližini Stolca v Bosni in Hercegovini. Nagrobni napis o njem pravi:
"Tukaj leži dobri človek Vlatko Vuković. Vojvoda Vlatko je premagal Turke pri Bileći 27. avgusta 1388."
| Predhodnik: Vuk Kosača | Veliki vojvoda Huma –1392 | Naslednik: Sandalj Hranić |